# ۱۳ گاوران
۱۳ گاوران یک ستاره است که در صورت فلکی گاوران قرار دارد.